# Милхајм на Дунаву
Милхајм ан дер Донау (њем. Mühlheim an der Donau) град је у њемачкој савезној држави Баден-Виртемберг. Једно је од 34 општинска средишта округа Тутлинген. Према процјени из 2010. у граду је живјело 3.435 становника. Посједује регионалну шифру (AGS) 8327036.

## Географски и демографски подаци
Милхајм ан дер Донау се налази у савезној држави Баден-Виртемберг у округу Тутлинген. Град се налази на надморској висини од 664 метра. Површина општине износи 21,7 km². У самом граду је, према процјени из 2010. године, живјело 3.435 становника. Просјечна густина становништва износи 158 становника/km².